# Markus Deibler
Markus Deibler (Biberach an der Riß, Alemania, 28 de enero de 1995) es un nadador alemán especialista en estilos. Fue olímpico en los Juegos Olímpicos de Pekín 2008, y en Londres 2012.
Ha conseguido numerosas medallas tanto en campeonatos del mundo de natación como en campeonatos europeos, proclamándose campeón del mundo en 100 metros estilos en el año 2014 en el Campeonato mundial de natación en piscina corta de 2014, batiendo el récord del mundo con un tiempo de 50.66.
Su hermano Steffen Deibler es también nadador olímpico y batió el récord del mundo de 50 metros mariposa.

## Palmarés internacional
| Campeonato Mundial de Natación en Piscina Corta | Campeonato Mundial de Natación en Piscina Corta | Campeonato Mundial de Natación en Piscina Corta | Campeonato Mundial de Natación en Piscina Corta |
| Año                                             | Lugar                                           | Medalla                                         | Prueba                                          |
| ----------------------------------------------- | ----------------------------------------------- | ----------------------------------------------- | ----------------------------------------------- |
| 2010                                            | Dubái (EAU)                                     | Medalla de plata                                | 100 m estilo                                    |
| 2014                                            | Doha (Catar)                                    | Medalla de oro                                  | 100 m estilo                                    |
| Campeonato Europeo de Natación en Piscina Corta |                                                 |                                                 |                                                 |
| 2007                                            | Debrecen (Hungría)                              | Medalla de oro                                  | 4x50 m estilo                                   |
| 2007                                            | Debrecen (Hungría)                              | Medalla de bronce                               | 4x50 m libre                                    |
| 2010                                            | Eindhoven (Países Bajos)                        | Medalla de oro                                  | 100 m estilo                                    |
| 2010                                            | Eindhoven (Países Bajos)                        | Medalla de oro                                  | 200 m estilo                                    |
| 2010                                            | Eindhoven (Países Bajos)                        | Medalla de oro                                  | 4x50 m estilo                                   |
| 2010                                            | Eindhoven (Países Bajos)                        | Medalla de plata                                | 4x50 m libre                                    |
| 2011                                            | Szczecin (Polonia)                              | Medalla de plata                                | 100 m estilo                                    |
| Campeonato Mundial de Natación                  |                                                 |                                                 |                                                 |
| 2011                                            | Shanghái (China)                                | Medalla de bronce                               | 4x100 m estilo                                  |